# Loi d'Amagat
Pour les articles homonymes, voir Amagat.

Illustration de la loi d'Amagat : le volume total d'un mélange gazeux est égal à la somme des volumes de chacun des gaz pris individuellement aux mêmes pression et température que le mélange.

En chimie physique, et plus particulièrement en thermodynamique, la loi d'Amagat, ou loi des volumes partiels, loi d'additivité des volumes, établie expérimentalement par Émile Amagat, énonce que :
« Le volume total d'un mélange gazeux est la somme des volumes partiels des gaz constituants. »
— Loi d'Amagat
La loi d'Amagat est le pendant pour les volumes de la loi de Dalton concernant les pressions. Elle n'est valable que pour les gaz parfaits et n'est applicable approximativement aux gaz réels qu'aux basses pressions.

## Énoncé mathématique
Si l'on considère {\displaystyle N} volumes de gaz différents, tous à la pression {\displaystyle P} et à la température {\displaystyle T}, alors le mélange de ces gaz produit un volume total {\displaystyle V} à la pression {\displaystyle P} et à la température {\displaystyle T} tel que :
avec {\displaystyle V_{i}} le volume du gaz {\displaystyle i} seul à la pression {\displaystyle P} et à la température {\displaystyle T}.

## Limites de la loi
Dans le cas des gaz réels, les forces de van der Waals, interactions à distance entre les molécules, induisent une contraction du volume si les molécules des diverses espèces s'attirent, ou une dilatation du volume si elles se repoussent. Selon le cas cela induit un volume plus petit ou plus grand que celui prévu par la loi d'Amagat.
Cette loi n'est vraie qu'aux basses pressions, lorsque les interactions entre molécules sont négligeables et que les gaz réels se comportent comme des gaz parfaits. Dans ces conditions, le volume de chaque gaz {\displaystyle i} à la pression {\displaystyle P} et à la température {\displaystyle T} vaut :
{\displaystyle V_{i}={n_{i}RT \over P}}
avec {\displaystyle n_{i}} la quantité du gaz et {\displaystyle R} la constante universelle des gaz parfaits. Le volume total du mélange vaut alors, en application de la loi des gaz parfaits :
{\displaystyle V={\left(\sum _{i=1}^{N}n_{i}\right)RT \over P}=\sum _{i=1}^{N}{n_{i}RT \over P}=\sum _{i=1}^{N}V_{i}}

## Application: les fractions volumiques
Le volume étant une grandeur extensive, il est directement proportionnel à la quantité de matière qu'il contient. Ainsi, pour chacun des gaz du mélange considéré seul on peut écrire :
{\displaystyle V_{i}=n_{i}{\bar {V}}_{i}}
avec {\displaystyle {\bar {V}}_{i}} le volume molaire du gaz {\displaystyle i} pur à la pression {\displaystyle P} et à la température {\displaystyle T}. La loi d'Amagat donne par conséquent :
{\displaystyle V=\sum _{i=1}^{N}n_{i}{\bar {V}}_{i}}
Or selon loi d'Avogadro aux mêmes pression {\displaystyle P} et température {\displaystyle T} tous les gaz parfaits ont le même volume molaire :
{\displaystyle {\bar {V}}_{1}={\bar {V}}_{2}=\cdots ={\bar {V}}_{N}}
On peut donc écrire, en prenant n'importe quel gaz {\displaystyle k} du mélange comme référence :
{\displaystyle V=\left(\sum _{i=1}^{N}n_{i}\right){\bar {V}}_{k}}
{\displaystyle V_{k}=n_{k}{\bar {V}}_{k}}
Le ratio {\displaystyle {V_{k} \over V}} du volume du corps {\displaystyle k} pur au volume du mélange aux mêmes pression {\displaystyle P} et température {\displaystyle T} est appelé fraction volumique. Dans le cas d'un mélange de gaz parfaits la fraction volumique d'un corps est égale à sa fraction molaire. On vérifie par la loi d'Amagat que :
{\displaystyle \sum _{k=1}^{N}{V_{k} \over V}={\sum _{k=1}^{N}V_{k} \over V}={V \over V}=1}
Dans le cas des gaz réels, la loi d'Amagat n'étant pas vérifiée :
{\displaystyle \sum _{k=1}^{N}V_{k}\neq V}
{\displaystyle \sum _{k=1}^{N}{V_{k} \over V}\neq 1}
Dans le cas des gaz réels les fractions volumiques ne peuvent être identifiées aux fractions molaires.